# Puente Liuguanghe
El puente Liuguanghe (en chino: 六广河大桥) es un puente de carretera ubicado en China.
El puente fue abierto oficialmente en 2001. Lleva la Carretera Nacional 321 (G321) cerca de Liu Guangzhen en la provincia de Guizhou, República Popular China, a una altitud de 297 m sobre la sección media del río Wu, un afluente derecho del río Yangtze. Fue el puente más alto del mundo entre 2001 y 2003, cuando fue sustituido por el puente Beipan Guanxing. Sigue siendo todavía el puente de viga cajón más alto del mundo.
El puente tiene aproximadamente 550 m de largo y 11 m de ancho. Tiene dos carriles y dos arcenes a ambos lados, que también son utilizados como sendero por los visitantes del aparcamiento, que está situado en su extremo sur. Sus dos pilares gemelos tienen una distancia de 240 m entre ellos y soportan una viga cajón de hormigón pretensado unicelular con una altura de construcción de 13,4 m por encima de los pilares hasta 4,1 m en el medio de la apertura.
La estrechez del desfiladero permitió la construcción del puente mediante el clásico método de construcción en voladizo con vagones delanteros, un método de construcción que no requiere tirantes ni apoyos auxiliares.

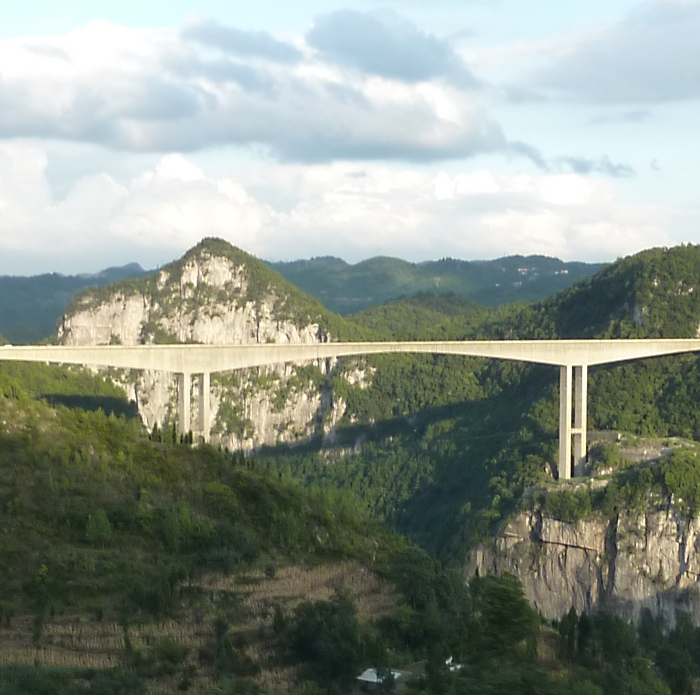